# Los Güiros
Los Güiros är en ort i Mexiko.   Den ligger i kommunen Macuspana och delstaten Tabasco, i den sydöstra delen av landet, 700 km öster om huvudstaden Mexico City. Los Güiros ligger 6 meter över havet och antalet invånare är 136.
Terrängen runt Los Güiros är mycket platt. Runt Los Güiros är det glesbefolkat, med 20 invånare per kvadratkilometer. Närmaste större samhälle är San José, 14,2 km norr om Los Güiros. Trakten runt Los Güiros består huvudsakligen av våtmarker.